# 斯弗斯冰原島峰
73°10′S 61°58′E / 73.167°S 61.967°E
斯弗斯冰原島峰（英語：Seavers Nunataks）是南極洲的冰原島峰，位於麥克羅伯特森地，屬於查爾斯王子山脈的一部分，根據澳大利亞探險隊拍攝的空中照片繪入地圖，現時由南極條約體系管理。